# Snuff (chanson)
Pour les articles homonymes, voir Snuff.
Singles de Slipknot
Sulfur
(2009) The Negative One
(2014)
Snuff est une power ballad du groupe de nu metal Slipknot, et quatrième single extrait de leur quatrième album All Hope Is Gone commercialisé le 28 septembre 2009. La chanson atteint la seconde place du Hot Mainstream Rock Tracks de Billboard, leur meilleur classement depuis Dead Memories. Il n'apparait pas dans la setlist du All Hope Is Gone World Tour, mais elle est jouée sur scène le 11 octobre 2009 à Kennewick, Washington.
Roadrunner Records place Snuff 6e des meilleurs clips de tous les temps. La chanson est nommée dans la catégorie de meilleur single aux Kerrang! Awards de 2010, mais perd face à Liquid Confidence de You Me at Six.

## Clip vidéo
Le 14 octobre 2009, Roadrunner Records annonce un clip vidéo pratiquement considéré comme un futur court-métrage de la chanson diffusé le 18 décembre 2008 PST. Il est coréalisé par Shawn « Clown » Crahan et P. R. Brown, et met en vedette Malcolm McDowell et Ashley Laurence de Hellraiser.

## Classements
| Classement (2009)                             | Meilleure position |
| --------------------------------------------- | ------------------ |
| U.S. Billboard Bubbling Under Hot 100 Singles | 14                 |
| U.S. Billboard Alternative Songs              | 12                 |
| U.S. Billboard Hot Mainstream Rock Tracks     | 2                  |
| U.S. Billboard Rock Songs                     | 6                  |

## Liste des titres
Single promotionnel
1. Snuff (radio edit) – 4:12
2. Snuff (album version) – 4:36